# Matelea pseudobarbata
Matelea pseudobarbata là một loài thực vật có hoa trong họ La bố ma. Loài này được (Pittier) Woodson mô tả khoa học đầu tiên năm 1941.